# Centurion (Schiff, 1894)
Die HMS Centurion war das Typschiff ihrer Klasse von zwei Einheitslinienschiffen (engl. pre-dreadnought), die in den 1890er Jahren für die Royal Navy gebaut wurden. Sie waren für den Einsatz im Ausland bestimmt und tauschten schwere Panzerung und starke Bewaffnung gegen hohe Geschwindigkeit und große Reichweite ein, um den ausländischen Panzerkreuzern zu begegnen, die damals als Kaperschiffe agierten.

## Geschichte
Die Centurion benannt nach dem römischen Armeerang war das sechste Schiff ihres Namens, das in der Royal Navy diente. Das Schiff wurde am 30. März 1890 in der Marinebasis von Portsmouth auf Kiel gelegt, lief am 3. August 1892 vom Stapel und wurde im Februar 1894 fertiggestellt. Die Baukosten beliefen sich auf 540.090 Pfund. Die Centurion wurde am 14. Februar für die China-Station unter dem Kommando von Kapitän Edmund Poë in Dienst gestellt. Am 2. März setze sie Kurs Richtung südchinesisches Meer. Nach ihrer Ankunft in Singapur am 11. April wurde sie das Flaggschiff von Vizeadmiral Edmund Fremantle, Oberbefehlshaber der China-Station. Drei Tage später löste Kapitän John McQuhae Poë ab. McQuhae wurde seinerseits am 21. März 1895 von Kapitän Spencer Login abgelöst. und Vizeadmiral Sir Alexander Buller übernahm am 28. Mai das Kommando von Fremantle.
Im Juni 1896 lief die Centurion in der Kammon-Straße auf eine Sandbank auf, wurde aber nicht beschädigt. Kapitän John Jellicoe übernahm am 12. Februar 1898 das Kommando über das Schiff. Eine Woche später hisste Vizeadmiral Sir Edward Seymour seine Flagge an Bord.
Während des Boxeraufstands waren Besatzungsangehörige an einem Expeditionskorps unter Führung Seymours beteiligt, das zwischen dem 10. und 28. Juni 1900 versuchte, die belagerten internationalen Gesandtschaften in Peking zu befreien, was jedoch misslang. Jellicoe diente während der Expedition als Seymours Flaggkapitän und wurde am 21. Juni schwer verwundet. Darüber hinaus brachte das Schiff Truppen an Land, die am 16. und 17. Juni die Taku-Forts stürmten und am 13. und 14. Juli die ausländischen Gesandtschaften in der Schlacht von Tientsin befreiten.
Während sie in Woosung, China, in der Nähe von Shanghai vor Anker lag, lösten sich am 17. April 1901 während eines Sturms ihre Festmacherleinen und die Centurion trieb vor den Bug des Schlachtschiffs Glory. Der Bug der Glory schlug ein Loch in den Rumpf der Centurion unterhalb der Wasserlinie, aber der Schaden war nicht schwerwiegend und wurde in Hongkong repariert. Die Glory löste die Centurion am 10. Juni als Flaggschiff ab, und Vizeadmiral Sir Cyprian Bridge wurde am 26. Juni zu Seymours Nachfolger. Am 19. August traf die Centurion mit Seymour an Bord in Portsmouth ein, wo sie vom dortigen Oberbefehlshaber und Tausenden von Menschen, die den Strand und den Pier säumten, begrüßt wurde. Admiral Seymour strich am 21. August seine Flagge, und nach ca. einem Monat wurde die Centurion ausgemustert und in die Reserve überstellt.
Im selben Monat wurde das Schiff in Portsmouth umgebaut und teilweise aufgerüstet, bis es am 3. November 1903 für einen weiteren Einsatz auf der China-Station wieder in Dienst gestellt wurde. Die Centurion verließ Portsmouth am 10. November und traf am 31. Dezember 1903 in Hongkong ein. 1905 erneuerten das Vereinigte Königreich und Japan das anglo-japanische Bündnis, wodurch die Notwendigkeit einer starken Präsenz der Royal Navy auf der China-Station verringert wurde und alle Kriegsschiffe abgezogen wurden. So verließ die Centurion am 7. Juni zusammen mit dem Schlachtschiff Ocean Hongkong. In Singapur trafen sie mit den Schlachtschiffen Albion und Vengeance zusammen. Die vier Schlachtschiffe verließen Singapur am 20. Juni und fuhren gemeinsam nach Plymouth, wo sie am 2. August eintrafen.
Die Centurion wurde am 25. August in Portsmouth ausgemustert. Am folgenden Tag wurde sie mit einer Kernbesatzung als Teil der Portsmouth Division der Reserveflotte wieder in Dienst gestellt. Im Juni 1906 nahm das Schiff an gemeinsamen Übungen der Reserveflotte, der Atlantikflotte und der Kanalflotte teil. Am 24. Mai 1907 wechselte ihre Besatzung auf das Schlachtschiff Exmouth und wurde am nächsten Tag mit einer neuen Kernbesatzung wieder in Dienst gestellt, um als Sonderdienstschiff in der Portsmouth Division der Home Fleet zu dienen, da die Reserve Fleet inzwischen in der Home Fleet aufgegangen war. Im März 1909 wurden die Spezialschiffe wieder der 4. Division der Heimatflotte zugeteilt.

## Verbleib
Das Schiff wurde am 12. Juli 1910 zum Abwracken an Thos. W. Ward, Morecambe, zu einem Preis von 26.300 Pfund verkauft.

## Technik
Die Schiffe der Centurion-Klasse wurden gemäß der Admiralität gebaut, um als Flaggschiffe auf den Stationen in China und im Pazifik eingesetzt zu werden, wo sie in der Lage sein sollten, die stärksten ausländischen Schiffe zu besiegen, die dort wahrscheinlich anzutreffen waren.
Dabei handelte es sich höchstwahrscheinlich um die damals in Dienst gestellten russischen Panzerkreuzer mit 20-cm-Kanonen, die im Kriegsfall die britische Handelsschifffahrt angreifen sollten. Die Admiralität verlangte eine Geschwindigkeit von mindestens 16,5 Knoten (30,6 km/h), einen geringen Tiefgang von nicht mehr als 7,90 m für die Durchfahrt durch den Suezkanal und die Schifffahrt auf chinesischen Flüssen, eine Reichweite, die der des Panzerkreuzers Imperieuse entsprach, und vor allem einen Preis, der 30 % unter dem des Schlachtschiffs Royal Sovereign lag.

### Schiffsmaße
Die Centurion hatte eine Gesamtlänge von 119,1 m und eine Länge zwischen den Loten von 109,7 m sowie eine Breite von 21,3 m. Ihr Tiefgang betrug zwischen 7,82 m und maximal 8,20 m. Die Centurion verdrängte zwischen 10.805 t und 11.400 t. Ihre Stahlrümpfe waren mit Holz und Kupfer ummantelt, um Fouling zu reduzieren. Ihre Besatzung zählte 1895 620 Offiziere und Mannschaften und nach Umbauten Anfang des 20. Jahrhunderts ca. 600.

### Antrieb
Der Antrieb der Centurion bestand aus zwei vertikalen Dreizylinder-Verbunddampfmaschinen, die je einen einzelnen Propeller drehten. Die Maschinen waren für eine Gesamtleistung von 9.000 PS (6.700 kW) ausgelegt, die es dem Schiff ermöglichen sollte, bei normaler Luftzufuhr eine Geschwindigkeit von 17 Knoten (31 km/h) zu erreichen. Der Antrieb erwies sich als etwas leistungsfähiger als erwartet, und die Centurion erreichte bei ihrer Probefahrt mit 9.703 PS (7.236 kW) eine Geschwindigkeit von 17,05 Knoten (31,6 km/h). Durch Zwangsbelüftung (forced draught) erhöhte sich ihre Leistung auf 13.214 PS (9.854 kW), wodurch sie sogar 18,51 Knoten (34,3 km/h) erreichte. Da dies jedoch oft zur Beschädigung der Kessel führte, wurde offiziell davon abgeraten. Die Centurion hatte eine Reichweite von 5.230 Seemeilen (9.690 km) bei 10 Knoten (19 km/h).

### Bewaffnung
Die vier 25,4-cm-Kanonen der Hauptbatterie waren in zwei kreisförmigen Doppelgeschütz-Barbetten montiert, von denen sich eine vor und eine hinter den Aufbauten befand. Diese Barbetten waren die ersten in der Royal Navy, die in allen Schusswinkeln geladen werden konnten, und waren daher kreisförmig und nicht birnenförmig wie bei Schiffen der Royal-Sovereign-Klasse oder früheren Schlachtschiffen, was eine erhebliche Gewichtsersparnis bedeutete. Die gewöhnliche Elevation hatte bis dahin bei Waffen dieser Größe bei 13° bis 15° gelegen. Die Schiffe der Centurion-Klasse hatten jedoch eine Elevation von 7° bis +35°. Der Vorteil dieser großen Reichweite ergab sich bei Operationen gegen hoch über dem Meer gelegene Landstellungen oder bei Angriffen auf Orte mit hohem Land dazwischen.
Eine Dampfmaschine wurde eingebaut, um die Drehscheibe mit einer Umdrehung pro Minute zu bewegen, aber sie erwies sich im Betrieb als zu schwach, um die Lafette vollständig an einer Stelle zu stoppen, und neigte dazu, zu schleifen. Die Drehscheibe konnte auch manuell über ein Getriebesystem bewegt werden, das jedoch für diese Aufgabe ebenfalls unzureichend war. Da die maximale Elevation so hoch war, musste ein kleines Stück der Panzerung entfernt werden, um zu verhindern, dass der Rückschlag der Geschütze die Panzerung beschädigte. Obwohl die Barfleur versuchsweise mit Siemens-Elektromotoren ausgestattet war, die die Geschütze in 14 Sekunden über den gesamten Höhenbereich bewegen konnten, wurden die Geschütze mit der Hand nach oben und unten bewegt.
Bei einer Mündungsgeschwindigkeit von 620 m/s und einer Elevation von +12°05' erreichten die 230 kg schweren Granaten der Kanonen eine maximale Reichweite von 9.200 m. Bei maximaler Elevation konnten die Geschütze nur mit einer halben Treibladung abgefeuert werden, was ihnen eine Mündungsgeschwindigkeit von 425 m/s und eine Reichweite von 10.536 m bescherte.
Die Sekundärbewaffnung bestand aus zehn 120-cm-Schnellfeuergeschützen in Einzellafetten. Sechs davon befanden sich auf dem Oberdeck und vier in Kasematten an den Seiten des Schiffes zwei auf jeder Breitseite. Die Geschütze waren auf Lafetten mit einem Seitenrichtbereich von +30° bis +150° montiert. Die Kanonen selbst wogen 2,2 t und hatten bei einer maximalen Elevation von 20° und einer Mündungsgeschwindigkeit von 544 m/s eine Reichweite von 9.050 m. Sie verschossen 20,4 kg schwere Granaten mit einer Kadenz von ca. 5–6 Schuss pro Minute. Zum Schutz gegen Torpedoboote wurden acht 57-mm-6-Pfünder-Schnellfeuergeschütze und zwölf 47-mm-3-Pfünder-Hotchkiss-Kanonen installiert. Außerdem waren die Schiffe mit sieben 457-mm-Torpedorohren ausgestattet drei auf jeder Breitseite und eines im Heck.

### Panzerung
Die Schiffe der Centurion-Klasse hatten einen Panzergürtel aus Compoundpanzerung. Er erstreckte sich über eine Länge von 61 m und reichte von der vorderen bis zur hinteren Barbette. Mittschiffs war er 305 mm dick und 2,30 m hoch. Vorn und achtern verbanden 200 mm dicke Querschotten die Gürtelpanzerung mit den Barbetten und bildeten so die gepanzerte Zitadelle. Darüber verlief ein weiterer Plankengang aus 102 mm Harvey-Panzerung. Er bedeckte die Schiffsseite zwischen der Rückseite der Barbetten bis zu einer Höhe von 3,00 m über der Wasserlinie. Querschotten aus Harvey-Panzerung mit einer Stärke von 76 mm verbanden die obere Panzerung mit den Barbetten.
Das gepanzerte Deck lag über dem Wasserliniengürtel und bestand aus 51 mm AHS-Stahl. Unterhalb der Wasserlinie erstreckte sich das 64 mm starke Unterdeck von der 127 mm dicken Grundplatte der Barbetten bis zum Bug und Heck. Oberhalb des Hauptdecks waren die Barbetten 228 mm und zwischen Haupt- und Unterdeck 203 mm stark. Die Schiffe der Centurion-Klasse waren die ersten britischen Schlachtschiffe, die mit gepanzerten Geschütztürmen über den Barbetten ausgestattet waren. Dies war erforderlich, um die Mannschaften zu schützen, die die Geschütze manuell bedienen mussten. Die Türme bestanden aus einer 150 mm starken Eisen-Nickel-Legierung, deren Rückseite offen gelassen werden musste, um die Geschütze bedienen zu können. Dies war der erste Schritt in der Entwicklung des modernen Geschützturms. Die Kasematten für die 12-cm-Geschütze verfügten ebenfalls über eine Harvey-Panzerung, die 101 mm an der Front und Rückseite und 50 mm an den Seiten stark war. Die Seiten des vorderen Kommandoturms hatten eine Stärke von 304 mm, während die des hinteren Kommandoturms nur 76 mm dick waren.

## Modifikationen
Die Centurion wurde von 1896 bis 1897 mit Schlingerkielen ausgestattet, und zwischen 1897 und 1900 wurden die Schilde von den Geschützen und auch einige Dreipfünder von den Marsen entfernt. Im September 1901 wurde das Schiff einem Umbau unterzogen, bei dem die 12-cm-Kanonen durch 15-cm-Kanonen ersetzt und deren Schutz verbessert wurde. Um das zusätzliche Gewicht zu kompensieren, wurden alle Torpedorohre über Wasser sowie die hintere Brücke entfernt. Die verbliebenen Dreipfünder in den Marsen wurden auf die Aufbauten und die Barbetthauben verlegt, und der Fockmast wurde durch einen Signalmast ersetzt. Trotz dieser Maßnahmen kam es zu einer leichten Gewichtszunahme, die die Geschwindigkeit des Schiffes um etwa 0,25 Knoten (0,5 km/h) verringerte. 1906 wurden alle verbliebenen Dreipfünder entfernt und der Mars des Großmasts als Feuerleitstand umgebaut.